# Ängviksbergen
Ängviksbergen är kullar i Finland.   De ligger i landskapet Egentliga Finland, i den södra delen av landet, 140 km väster om huvudstaden Helsingfors.